# 이희수 (1948년)
이희수(李熙守, 1948년 1월 17일 ~ )는 대한민국의 야구인이다.

## 아마추어 지도자 시절
부산 출신으로, 부산공고를 다니다가 부산공고 야구부가 잠시 해체하자 서울 성남고등학교에 전학하며 상경했다. 성남고 졸업 후에는 실업 야구 팀 농협 등에서 선수 생활을 했다. 1977년 북일고등학교 감독을 시작으로 지도자 생활을 시작하여 여러차례 우승하여 북일고등학교를 고교 야구 강팀으로 탈바꿈시켰다. 잠시 김영덕 감독이 북일고를 맡았을 때에는 김영덕 감독을 보좌하여 빙그레 시절까지 오랫동안 같이했다.
2003년 8월 모교인 성남고등학교의 야구부 감독으로 부임하여 2006년 11월 성남고를 서울 고교 야구 추계 대회에서 우승으로 이끌었다. 2006년 이 대회를 마지막으로 성남고 및 OB 투수 출신 홍우태에게 감독직을 넘기고 야구계에서 물러났다.

## 프로 야구 지도자 시절
1984년에는 롯데 자이언츠에 영입되어 코치를 역임했다. 1987년에는 빙그레 이글스로 이적하여 계속 코치 생활을 하다가, 1998년 7월 강병철 감독이 성적 부진으로 경질되자 감독 대행을 맡았다. 시즌 종료 후 정식 감독으로 취임하였다.
1999년 양대 리그제에서 매직 리그 2위로 시즌을 마감하지만, 플레이오프에서 두산 베어스를 꺾고 한국시리즈에 진출했다. 1999년 한국시리즈에서 롯데와 상대하여 4승 1패로 한화 이글스의 창단 첫 한국시리즈 우승을 일궈 냈다.
2000년에는 드림리그 3위였으나, 드림리그 최하위의 SK 와이번스는 재정난으로 거의 팀 운영을 포기하다가 2000년 초 해체된 쌍방울 레이더스의 선수단을 승계한 전력 미달의 팀이었기 때문에 한화는 사실상 최하위나 다름없는 성적이었다. 급기야 유승안 수석코치가 전년도 우승 뒤 본인(이희수)과의 갈등이 표면화되자 같은 해(1999년) 시즌 후 2군 감독으로 강등됐다가, 6월 팀이 7연패에 빠지는 등 침체에 빠져 수석코치로 복귀했다.
1999년 시즌 중 귀 뒤에서 종양이 발견되어 2000년에 수술을 받았고, 이 때문에 건강상의 이유까지 겹치면서 2000 시즌 후 이광환에게 감독직을 넘겼다. 이후에는 더 이상 프로야구 지도자로 활동하지 않았다. 한때 김성근 삼성 2군 감독의 본인(이희수) 후임 감독 영입설, 유승안 코치의 감독 승격설이 있었지만 LG 코치로 이적(김성근) 미국 유학(유승안) 때문에 좌절된 바 있었다.

## 출신학교
- 대동중학교
- 성남고등학교

## 참조
1. ↑  - 프로야구 롯데코치 李熙守씨 徐末九씨는 走力담당 코치로 - 동아일보
2. ↑  손원제 (1999년 11월 1일). “파워 인터뷰 한화 이희수 감독 "병석 어머니께 영광 바칩니다"”. 한겨레신문. 2020년 7월 29일에 확인함.
3. ↑  성남고, 야구부 후원의 밤 - 스포츠서울
4. ↑  전설이 말한다 - 이희수의 1999년 KS 1차전 보관됨 2016-03-04 - 웨이백 머신 《동아일보》, 2009년 10월 19일
5. ↑  유해길 (2000년 10월 24일). “[프로야구]한화 감독에 유승안씨”. 세계일보. 2020년 10월 14일에 확인함.
6. ↑  2명째 이탈... 위협받는 감독들의 건강 - MK스포츠
7. ↑  유해길 (2000년 10월 24일). “[프로야구]한화 감독에 유승안씨”. 세계일보. 2020년 10월 14일에 확인함.

| 전임 강병철 | 제4대 한화 이글스 감독 1998.7 ~ 2000.11 | 후임 이광환 |